# 盟主墳でみる湖西北部の古墳群の推移について
盟主墳でみる湖西北部の古墳群の推移について（めいしゅふんでみるこせいほくぶのこふんぐんのすいいについて）の項では、滋賀県高島市域にあたる琵琶湖西北部における古墳時代の首長勢力の動向を、盟主墳的な古墳群の消長的推移を通じて概説する。

## 概要
高島平野の西部に広がる饗庭野台地の先端に熊野本遺跡が所在している。この遺跡は、弥生時代後期の標高145メートルから180メートルほどの丘陵上に立地する高地性集落で、多数の鉄製品が出土した。
3世紀の古墳時代に入り、湖西北部地域では最も早く熊野本古墳群が形成され、前方後方墳（6号墳、29メートル）、次いで前方後円墳（12号墳、30メートル）が築造された。
熊野本古墳群は、5世紀前半頃まで、一辺が10数メートル前後の小型の方墳しか築かなかったが、やがて、一辺30メートルの大型の方墳（18号墳）を築き、続いて、古墳群中最大規模の直径38メートルの円墳（19号墳）が築かれる。しかし、その後は直径10メートル前後の小円墳しか築かなくなり、勢威を衰えさせていったが、6世紀頃まで古墳の築造を続けていた。熊野本遺跡には弥生時代後期の墳丘墓も存在するので、この時期から首長墓が連続して築造されていたことも推察でき、湖西地域北部における弥生時代から古墳時代の首長墓系譜を考える上で重要な古墳群とされる。
これに続く有力者は、安曇川右岸で、饗庭野丘陵端部に田中王塚古墳を築いた。この古墳の被葬者は不明だが、安曇陵墓参考地とされ、継体天皇の父、彦主人王が被葬候補者に想定されている。田中王塚古墳は全長約72メートルの帆立貝形古墳ともされるが、これは明治時代に改築されたもので、実際は直径58メートルの円墳と思われる。2段築成の墳丘で、表面は葺石で覆われ埴輪が巡らされた。
採集されている埴輪片から、5世紀中頃の築造とされる。田中王塚古墳を中心に70基もの小型の方墳が築かれて田中古墳群を形成している。方墳は、一辺10数メートル前後の小さなもので、田中王塚古墳の近辺に4基、他は東側から南側にかけて分布している。田中古墳群は5世紀中期に築造が始まり、7世紀まで続く。
田中古墳群の次に、5世紀後半（出土遺物が無いので、5世紀前半築造説もある）に石田川右岸の平地の平ヶ崎の王塚古墳群に平ヶ崎王塚古墳が造られる。古墳群の中心である王塚古墳は、墳丘径56メートルと平地に立地する円墳では湖西最大規模を誇っている。
2段築成で、葺石や埴輪は確認されず、幅約12メートルの周濠をめぐらせている。王塚古墳の周辺に80基にのぼる方墳や円墳が分布する妙見山古墳群が所在している。6世紀後半まで丘陵の頂部、北側尾根、東側裾部、王塚古墳の周囲に40基以上の円墳を築き、7世紀中頃には横穴式石室を築き始め古墳時代の終焉まで作っていた。
湖西北部には、5世紀前半頃に熊野本19号墳、5世紀中頃に田中王塚古墳、5世紀後半に平ヶ崎王塚古墳と、古墳群の盟主墳を築造したことから、3つの勢力があり、熊野本古墳群→田中古墳群→平ヶ崎王塚古墳群とその勢力を順次変遷させたと考えられ、田中古墳群と平ヶ崎王塚古墳群は7世紀まで古墳を造り続けているので、5世紀後半から安曇川流域と石田川流域に2大勢力が併存していたと考えられている。
前述の通り熊野本古墳群は弥生時代から古墳時代の首長墓が連続して築造されているので、在地勢力が古墳群を築造したと推測できるが、田中古墳群、平ヶ崎王塚古墳群の勢力は、在地の豪族が拡大し勢力圏を広げたのか、あるいは外部の勢力が移住してきたのかは不明である。
これまで、安曇川や石田川の河川域を掌握した湖西北部の首長たちは、前方後円墳をあまり築いておらず、熊野本12号墳（3世紀）1基のみであった。
6世紀前半になり、これまで首長墓が築かれていなかった安曇川の南を流れる鴨川の右岸平地に、首長級の大きさを持った前方後円墳が出現した。推定全長35～50メートル前後とされる鴨稲荷山古墳である。
鴨稲荷山古墳は、湖西高島にあって、二上山の白色凝灰岩で作った家形石棺が納められ、畿内王権中枢との強い結びつきが想定できる。石棺内からは、金銅製冠、金製耳飾り、金銅製環頭大刀、金銅帯金具、金銅製馬具類など、多数の豪華副葬品が出土している。
この三尾の地は継体天皇の出生地で、父親の彦主人王の別業とされる場所である事から、被葬者は、継体の天皇即位に尽力した人物であったことだけは確実だと考えられている。

## 湖西北部（高島地域）の古墳の特徴

### 比較的小型の古墳である
田中王塚古墳（直径58メートル）、平ヶ崎王塚古墳（直径56メートル）、熊野本古墳群19号墳（直径38メートル）、鴨稲荷山古墳は墳丘が失われているため、推定になるが墳丘長は35メートル説と40メートル説、45メートル説50メートル説と35メートルから50メートルの間であって、古墳群の盟主墳であっても、大きさは50メートル級にとどまる。
ちなみに滋賀県最大の安土瓢箪山古墳は墳丘長134メートルで、2位荒神山古墳124メートル 3位膳所茶臼山古墳122メートル 4位椿山古墳99メートル 5位兜稲荷古墳92メートルである。

### 前方後円墳が少ない
熊野本12号墳（3世紀）と鴨稲荷山古墳（6世紀前半）の2基のみである。湖西地方の平野部に立地する前方後円墳は鴨稲荷山古墳の1基のみである。

### 出土した副葬品では引けを取らない。
鴨稲荷山古墳の副葬品である二山式冠・捩じり環頭大刀・三葉文楕円形杏葉の3品は当時の王権特有の威信財であり、この3品セットで出土しているのは滋賀県内では鴨稲荷山古墳のみで（山津照神社古墳は二山式冠・三葉文楕円形杏葉のみ、円山古墳は二山式冠・捩じり環頭大刀のみ、和田11号墳は三葉文楕円形杏葉のみ）日本全国で見ても、他には物集女車塚古墳（京都府向日市）しかない。